# Matej Soklič
Matej Soklič (* 15. Juni 1973 in Bled) ist ein ehemaliger slowenischer Skilangläufer.

## Werdegang
Soklič, der für den SD Planica startete, nahm im Dezember 1994 in Davos erstmals am Skilanglauf-Weltcup teil, wobei er den 20. Platz mit der Staffel errang. In der Saison 1998/99 kam er im Weltcup viermal in die Punkteränge und erreichte mit dem 86. Platz im Gesamtweltcup sein bestes Gesamtergebnis. Beim Saisonhöhepunkt, den nordischen Skiweltmeisterschaften 1999 in Ramsau am Dachstein, belegte er den 53. Platz in der Verfolgung, den 51. Rang über 10 km klassisch und den 46. Platz über 30 km Freistil. Bei den nordischen Skiweltmeisterschaften zwei Jahre später in Lahti lief er auf den 38. Platz in der Doppelverfolgung und auf den 22. Rang im Sprint. Zuvor holte er über 15 km klassisch in Planica seinen einzigen Sieg im Continental-Cup. In der Saison 2001/02 erreichte er in Garmisch-Partenkirchen mit dem 17. Platz im Sprint seine beste Platzierung im Weltcupeinzel und kam bei den Olympischen Winterspielen 2002 in Salt Lake City auf den 55. Platz in der Verfolgung sowie auf den 11. Rang im Sprint. Im folgenden Jahr errang er bei den nordischen Skiweltmeisterschaften im Val di Fiemme den 13. Platz im Sprint. Seinen letzten Weltcup absolvierte er im Januar 2005 in Nové Město, welchen er auf dem 68. Platz im Sprint beendete.

## Erfolge

### Olympische Spiele
- 2002 Salt Lake City: 11. Platz Sprint Freistil, 55. Platz 2 × 10 km Verfolgung

### Nordische Skiweltmeisterschaften
- 1999 Ramsau: 46. Platz 30 km Freistil, 51. Platz 10 km klassisch, 53. Platz 15 km Verfolgung
- 2001 Lahti: 22. Platz Sprint Freistil, 38. Platz 2 × 10 km Verfolgung
- 2003 Val di Fiemme: 13. Platz Sprint Freistil

### Siege bei Continental-Cup-Rennen
| Nr. | Datum            | Ort     | Disziplin                       | Serie           |
| --- | ---------------- | ------- | ------------------------------- | --------------- |
| 1.  | 12. Februar 2000 | Planica | 15 km klassisch Individualstart | Continental-Cup |

### Weltcup-Gesamtplatzierungen
| Saison    | Gesamt | Gesamt | Sprint | Sprint |
| Saison    | Punkte | Platz  | Punkte | Platz  |
| --------- | ------ | ------ | ------ | ------ |
| 1998/99   | 11     | 86.    | 50     | 44.    |
| 1999/2000 | 17     | 87.    | 15     | 53.    |
| 2000/01   | 16     | 91.    | 16     | 51.    |
| 2001/02   | 24     | 94.    | 22     | 47.    |
| 2002/03   | 18     | 93.    | 18     | 44.    |